# Championnats du monde de vélo trial par équipes
Pour les articles homonymes, voir Trial (homonymie).
Le trial est une des épreuves au programme des championnats du monde de cyclisme urbain. L'épreuve par équipes est organisée depuis les championnats de 1992. Entre 1992 et 2014, le classement dépend des résultats obtenus lors des épreuves individuelles de trial pour chaque pays. Une épreuve à part est créée en 2015. De 1995 à 2002 (sauf en 1997), deux classements pas équipes sont calculés, un pour les 20 pouces et un pour les 26 pouces. En 1993, 1994, 1997 et 2003 aucun classement n'est mis en place. En 1992 et depuis 2004, on ne compte qu'un seul classement par équipes.
Entre 2000 et 2015, le trial est intégré au programme des Championnats du monde de VTT et de trial. Depuis 2017, il est intégré aux championnats du monde de cyclisme urbain.

## Règlement
Jusqu'en 2014, les nations sont classées grâce au cumul des points acquis lors des finales individuelles.
À partir de 2015, la compétition par équipes fait l'objet d’une épreuve à part entière. Elle oppose des pays regroupant les meilleurs représentants des cinq catégories du trial : junior homme 20 pouces, junior homme  26 pouces, élite homme 20 pouces, élite homme 26 pouces et élite femme.

## Palmarès
| Lieu                     | Or                                                                                         | Argent                                                                                          | Bronze                                                                                        |
| ------------------------ | ------------------------------------------------------------------------------------------ | ----------------------------------------------------------------------------------------------- | --------------------------------------------------------------------------------------------- |
| 1992 Lorca               | Espagne                                                                                    | Suisse                                                                                          | France                                                                                        |
| 1995 Kirchzarten         | Espagne                                                                                    | Allemagne                                                                                       | Suisse                                                                                        |
| 1995 Kirchzarten         | France                                                                                     | Allemagne                                                                                       | Suisse                                                                                        |
| 1996 Zuoz                | Espagne                                                                                    | Allemagne                                                                                       | Suisse                                                                                        |
| 1996 Zuoz                | France                                                                                     | Allemagne                                                                                       | Suisse                                                                                        |
| 1998 Cartagena           | Espagne                                                                                    | Pologne                                                                                         | Allemagne                                                                                     |
| 1998 Cartagena           | France                                                                                     | Espagne                                                                                         | Pologne                                                                                       |
| 1999 Avoriaz             | Espagne                                                                                    | Pologne                                                                                         | Allemagne                                                                                     |
| 1999 Avoriaz             | France                                                                                     | Espagne                                                                                         | Pologne                                                                                       |
| 2000 Sierra Nevada       | Espagne                                                                                    | Allemagne                                                                                       | Pologne                                                                                       |
| 2000 Sierra Nevada       | France                                                                                     | Espagne                                                                                         | Pologne                                                                                       |
| 2001 Vail                | Espagne                                                                                    | Allemagne                                                                                       | Pologne                                                                                       |
| 2001 Vail                | France                                                                                     | Espagne                                                                                         | Pologne                                                                                       |
| 2002 Kaprun              | France                                                                                     | Espagne                                                                                         | Pologne                                                                                       |
| 2002 Kaprun              | France                                                                                     | Tchéquie                                                                                        | Pologne                                                                                       |
| 2004 Les Gets            | Espagne Benito Ros Andreu Miro David Garcia Barriuso Mireia Abant Daniel Comas             | Allemagne Marco Hösel Stefan Lange Ann-Christin Bettenhausen Felix Heller Sébastian Hoffmann    | Suisse Karin Moor Sébastian Honegger Stefan Moor Roger Keller                                 |
| 2005 Livigno             | France Florian Tournier Guillaume Dunan Julie Pesenti Vincent Hermance Marc Remy           | Espagne Benito Ros David Garcia Mireia Abant Daniel Comas                                       | Allemagne Marco Hösel Marco Thomä Ann-Christin Bettenhausen Wilko Brandt Max-Christian Schrom |
| 2006 Rotorua             | France Marc Caisso Nicolas Vuillermot Aurélien Fontenoy Julie Pesenti                      | Allemagne Marco Hösel Marco Thomä Sebastian Hoffmann Ann-Christin Bettenhausen Matthias Mhros   | Espagne Benito Ros Daniel Comas Eduard Planas Mireia Abant                                    |
| 2007 Fort William        | Espagne Benito Ros Eduard Planas Daniel Comas Andreu Miro Mireia Abant                     | France Marc Caisso Kevin Aglae Vincent Hermance Aurélien Fontenoy Julie Pesenti                 | Allemagne Sebastian Hoffmann Julian Peter Thomas Mhros Hannes Herrmann Elisa Brieden          |
| 2008 Val di Sole         | Espagne Abel Mustieles Andreu Miro Gemma Abant Benito Ros Daniel Comas                     | France Kevin Aglae Theau Courtes Julie Pesenti Marc Caisso Vincent Hermance                     | Suisse Loris Braun Jérome Chapuis Karin Moor Stefan Moor Roger Keller                         |
| 2009 Canberra            | Espagne Abel Mustieles Benito Ros Gemma Abant Rafael Tibau Carles Diaz                     | France Kevin Aglae Aurélien Fontenoy Julie Pesenti Anthony Grenier Gilles Coustellier           | Belgique Roderique Timellini Wesley Belaey Nicolas Massart Kenny Belaey                       |
| 2010 Mont Sainte-Anne    | Espagne Ion Areitio Benito Ros Charral Gemma Abant Rafael Tibau Abel Mustieles             | France Marius Merger Aurélien Fontenoy Morgan Vassor Gilles Coustelier                          | Allemagne Raphael Pils Matthias Mrohs Andrea Wesp Robin Fix Hannes Herrmann                   |
| 2011 Champéry            | France Marius Merger Gilles Coustellier Yann Dunant Vincent Hermance                       | Allemagne Raphael Pils Matthias Mrohs Romina Fix Robin Fix Hannes Herrmann                      | Suisse Lucien Leiser Loris Braun Karin Moor David Bonzon Jérome Chapuis                       |
| 2012 Saalfelden-Leogang  | Espagne Bernat Seuba Benito Ros Charral Gemma Abant Eloi Para Caballe Rafael Tibau Roura   | France Maxime Muffat Vincent Hermance Marion Porcher Clément Meot Gilles Coustellier            | Allemagne Raphael Pils Matthias Mrohs Andrea Wesp Jonathan Sandritter Hannes Herrmann         |
| 2013 Pietermaritzburg    | Espagne Bernat Seuba Benito Ros Charral Rafael Tibau Gemma Abant Condal                    | France Aurélien Fontenoy Jeremy Descloux Gilles Coustellier Marion Porcher                      | Allemagne Lucas Krell Matthias Mrohs Hannes Herrmann Andrea Wesp                              |
| 2014 Lillehammer-Hafjell | Allemagne Dominik Oswald Raphael Pils Moritz Mettenheimer Hannes Herrmann Nina Reichenbach | France Alex Rudeau Aurélien Fontenoy Nicolas Vallée Vincent Hermance Marion Porcher             | Espagne Oriol Roca Abel Mustieles Garcia Sergi Llongueras Rafael Tibau Gemma Abant Condal     |
| 2015 Vallnord            | France Vincent Hermance Nicolas Vallée Manon Basseville Nicolas Fleury Benjamin Durville   | Suisse Lucien Leiser Loris Braun Tom Blaser Jonas Koenig Debi Studer                            | Allemagne Hannes Hermann Jannis Oing Nina Reichenbach Dominik Oswald Raphael Pils             |
| 2016 Val di Sole         | France Vincent Hermance Alex Rudeau Manon Basseville Louis Grillon Nicolas Vallée          | Espagne Irene Caminos Jordi Araque Eloi Palau Rafael Tibau Abel Mustieles Garcia                | Allemagne Jonas Friedrich Jannis Oing Nina Reichenbach Dominik Oswald Raphael Pils            |
| 2017 Chengdu             | France Vincent Hermance Alex Rudeau Louis Grillon Noah Cardona Manon Basseville            | Allemagne Raphael Zehentner Dominik Oswald Jonathan Sandritter Noah Sandritter Nina Reichenbach | Suisse Lucien Leiser Tom Blaser Romain Bellanger Christian Siegrist Debi Studer               |
| 2018 Chengdu             | Espagne Sergi Llongueras Alejandro Montalvo Martí Arán Ion Areitio Irene Caminos           | Allemagne Dominik Oswald Noah Sandritter Oliver Widmann Nina Reichenbach Andreas Strasser       | France Nicolas Vallée Alex Rudeau Nathan Charra Arnaud Janin Manon Basseville                 |
| 2019 Chengdu             | Espagne Alejandro Montalvo Toni Guillén Sergi Llongueras Daniel Barón Vera Barón           | Suisse Tom Blaser Lucien Leiser Vito Gonzalez Loris Gonzalez Debi Studer                        | France Nicolas Vallée Charles Chibaudel Louis Grillon Thomas Jeu Manon Basseville             |
| 2020                     | Non disputé                                                                                | Non disputé                                                                                     | Non disputé                                                                                   |
| 2021 Vic                 | Espagne Borja Conejos Julen Saenz Vera Barón Martí Riera Daniel Cegarra                    | France Nicolas Vallée Louis Grillon Manon Basseville Charles Chibaudel Thomas Jeu               | Allemagne Dominik Oswald Oliver Widmann Nina Reichenbach Jan Welte                            |
| 2022 Abou Dabi           | Espagne Nil Benítez Daniel Cegarra Daniel Barón Borja Conejos Vera Barón                   | France Vincent Hermance Robin Berchiatti Louis Grillon Pierre Chasseuil Nina Vabre              | Allemagne Oliver Widmann Dominik Oswald Jan Welte Nina Reichenbach Lennart Höchster           |
| 2023 Glasgow             | Espagne- Borja Conejos - Daniel Barón - Daniel Cegarra - Víctor Pérez Zamora - Vera Barón  | France- Robin Berchiatti - Vincent Hermance - Luka Pasturel - Louis Grillon - Nina Vabre        | Grande-Bretagne- Oliver Weightman - Charlie Rolls - Adam Morewood - Elliott Cooper            |
| 2024 Abou Dabi           | Espagne Eloi Palau Julen Saenz Vera Barón Victor Pérez Ferran Gonzalo                      | France Robin Berchiatti Nathan Charra Guillaume Camus Roman Salaun Nina Vabre                   | Allemagne Oliver Widmann Jonas Friedrich Dennis Arnold Carl Gustaf Christ Nina Reichenbach    |